# Jan Gocki
Jan Gocki (ur. ?, zm. ok. 791 w Amastrydzie) – święty patron osiedla Partenit, biskup Gocki.
Pochodził z Gocji – górskiego terenu na Krymie. Syn Lwa i Fotiny. Zgodnie z legendą Jan urodził się w Partenicie, gdzie później stanął na czele biskupstwa Gockiego. 
W 754 roku, kiedy biskup Gocki, chcąc przypodobać się cesarzowi bizantyńskiemu Konstantynowi V Kopronimowi, podpisał postanowienia ikonoklazmu soboru V w Konstantynopolu i w nagrodę za to został mianowany metropolitą iraklijskim Mieszkańcy Gocji, nie godząc się z tym, wybrali Jana na miejsce odstępcy. Jan wyruszył do Jerozolimy, gdzie spędził 3 lata, a potem do Gruzji, gdzie otrzymał święcenia biskupie. Potem powrócił do ojczyzny.

## Przypisy

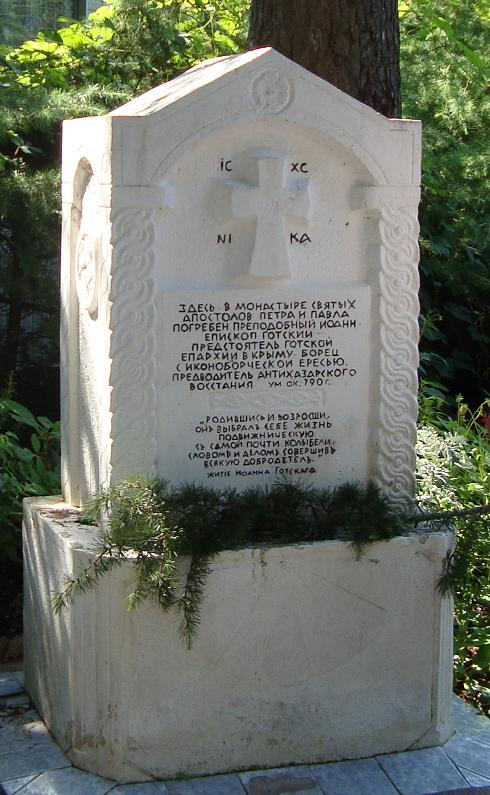
Pamiątkowy znak koło ruin Cerkwi Świętych Apostołów Piotra i Pawła. Sanatorium „Krym”